# 李新炎
李新炎（1951年—），福建上杭人，汉族，中华人民共和国政治人物、第十二届全国人民代表大会福建地区代表。
1993年，卖掉水泥厂后在福建创建中国龙工集团。2005年11月，中国龙工在港上市。2008年起担任全国人大代表。2013年，担任全国人大代表。